# Gamba de pebrera
La gamba de pebrera (Lysmata wurdemanni) és una espècie de crustaci decàpode de l'infraordre Caridea. És natural dels esculls. És un animal netejador que menja paràsits i teixits morts d'altres animals, per això és molt utilitzada en aquaris marins d'escull, fins i tot per a eliminar plagues d'aiptasies. Arriba a fer 7 cm de longitud i s'anomena de pebrera per les línies transparents i roges brillants que té, recordant els caramels amb ratlles (que anglès es diuen peppermint candies). Els seus ous canvien de color al seu desenvolupament natural passant del groc al verd.
La L. wurdemanni és hermafrodita per la qual cosa qualsevol de dos exemplars poden criar. La posada d'ous, muda, i cicle de còpula és idèntic al de L. debelius.